# 아포단테스과
아포단테스과(Apodanthaceae)는 다른 식물에 기생하는 22~30여 종의 초본식물로 이루어진 속씨식물 과이다. 이 종들은 다른 숙주 식물(균류의 균사와 비슷한 화사로써)의 가지 또는 뿌리에 기생하며, 꽃에서만 나타난다. 밖으로 나오는 잎은 각 꽃잎 기부의 포엽(苞葉)이 유일하다. 이 과 식물은 어떤 광합성도 하지 않는다.(즉. 완전기생체이다.) 3개 속으로 구성되어 있다. 아포단테스과의 근연 관계를 밝혀려는 시도가 있었지만, 아직까지 불명확한 상태이며, 여전히 수수께기 상태로 남아 있다.

## 하위 속
- 아포단테스속 (Apodanthes)
- Berlinianche
- Pilostyles